# Jón Gunnar Árnason
En aquest nom islandès, el darrer nom és un patronímic, no pas un cognom. La manera de referir-se a aquesta persona és pel nom de pila.
Jón Gunnar Árnason (Reykjavik, 1931– 1989) va ser un escultor islandès.

## Biografia
Després d'estudiar de 1944 a 1946 a l'Escola d'Arts i Oficis de la Universitat d'Islàndia, a Reykjavik, i a l'Escola d'Arts Visuals, es va graduar com a enginyer a la Universitat Tècnica de Reykjavik l'any 1952. Des de 1965 fins al 1967 va continuar la seva formació en Belles Arts al College Hornsey, vinculada a la Universitat de Middlesex de Londres, a Anglaterra.
És l'autor de l'escultura Viatger del Sol, que es troba davant del mar, on comença el carrer Frakkastigur, a la capital islandesa. Les seves obres han estat exposades en prestigioses galeries d'Islàndia, Noruega, Països Baixos i Alemanya. Va ser membre de la Societat Islandesa d'Escultors, fundada a la capital l'any 1972 pels artistes Hallsteinn Sigurðsson, Ragnar Kjartansson, Þorbjörg Pálsdóttir i altres.